# Michał Górski (aikidoka)
Michał Górski – trener sztuki walki, posiadacz stopni 6 dan Aikido w ramach stylu aikido Shōji Nishio sensei oraz 3 dan Iaidō Toho.
Ukończył studia pedagogiczne i socjologiczne na UAM Poznań oraz studia trenerskie na Akademii Wychowania Fizycznego we Wrocławiu. Aikido zaczął ćwiczyć w 1982 roku. Trenuje również iaido, początkowo pod kierunkiem Shōji Nishio Sensei, obecnie pod kierunkiem Takao Arisue Sensei. 
Jest instruktorem Aikido w najstarszym poznańskim klubie Czarny pas.